# Carlos Giménez (wielrenner)
Carlos Alberto Giménez Nuñez (Barquisimeto, 7 mei 1995) is een Venezolaans wielrenner die in 2015 reed voor Androni Giocattoli-Sidermec.

## Ploegen
- 2015 –  Androni Giocattoli-Sidermec

Appollonio · Bandiera · Benfatto · Chicchi · Dall'Antonia · Ebsen · Frapporti · Gálviz · Gatto · Giménez · Godoy · Nardin · Padour · Pellizotti · Rodríguez · Sella · Stortoni · Taborre · Taliani · Tvetcov · Zilioli · Zordan · Barbero (stagiair) · Viel (stagiair) · Viola (stagiair)